# 장목항
장목항은 경상남도 거제시 장목면 장목리에 있는 어항이다. 1981년 12월 24일 지방어항에서 2021년 2월 26일부로 국가어항으로 신규 지정되어 관리하고 있다. 시설관리자는 해양수산부장이다.

## 어항 시설
- 소형선부두 273m, 유람선 부두 40m, 호안 205m, 돌제 118m, 도류제 30m, 부잔교 1식

## 주요 어종
- 도다리, 개조개, 홍합, 미역